# Antoine-Fortuné Marion
Pour les personnes ayant le même prénom ou le même patronyme, voir Fortuné et Marion.
Antoine-Fortuné Marion (Aix-en-Provence, 10 octobre 1846 - Aix-en-Provence, 22 janvier 1900 ) était un naturaliste provençal dont Paul Cézanne effectua le portrait vers 1871.

## Premières années, premiers travaux
Jeune, Marion n’est pas ce que l’on pourrait appeler un élève assidu. Sa vocation lui vient à l’âge de treize ans (1859), alors qu’il marche dans la campagne aixoise. Découvrant dans une carrière de gypse une feuille de magnolia, il la remet au célèbre paléontobotaniste d’Aix, Gaston de Saporta, qui deviendra pour lui un protecteur et un ami.
Alors qu’il n’a pas encore passé son baccalauréat, il devient en novembre 1862 préparateur chez Henri Coquand et Auguste Derbès (dans la future Université d'Aix-Marseille) sur la recommandation de Saporta.
Ses premiers travaux, consacrés à la faune quaternaire en Provence, et à l’ancienneté de l’homme, sont publiés en 1867. L’année suivante, il est reçu licencié ès sciences.
À partir de 1870, il est nommé successivement chargé de l’enseignement des sciences naturelles au lycée Thiers de Marseille, puis chargé d’un cours de géologie à l'Université d'Aix-Marseille.
En 1876 Marion obtient la chaire de zoologie et est titularisé quelques mois plus tard.
Il devient enfin directeur du laboratoire de zoologie marine, situé sur la Canebière (alors dénommée le Quinconce des allées de Meilhan).

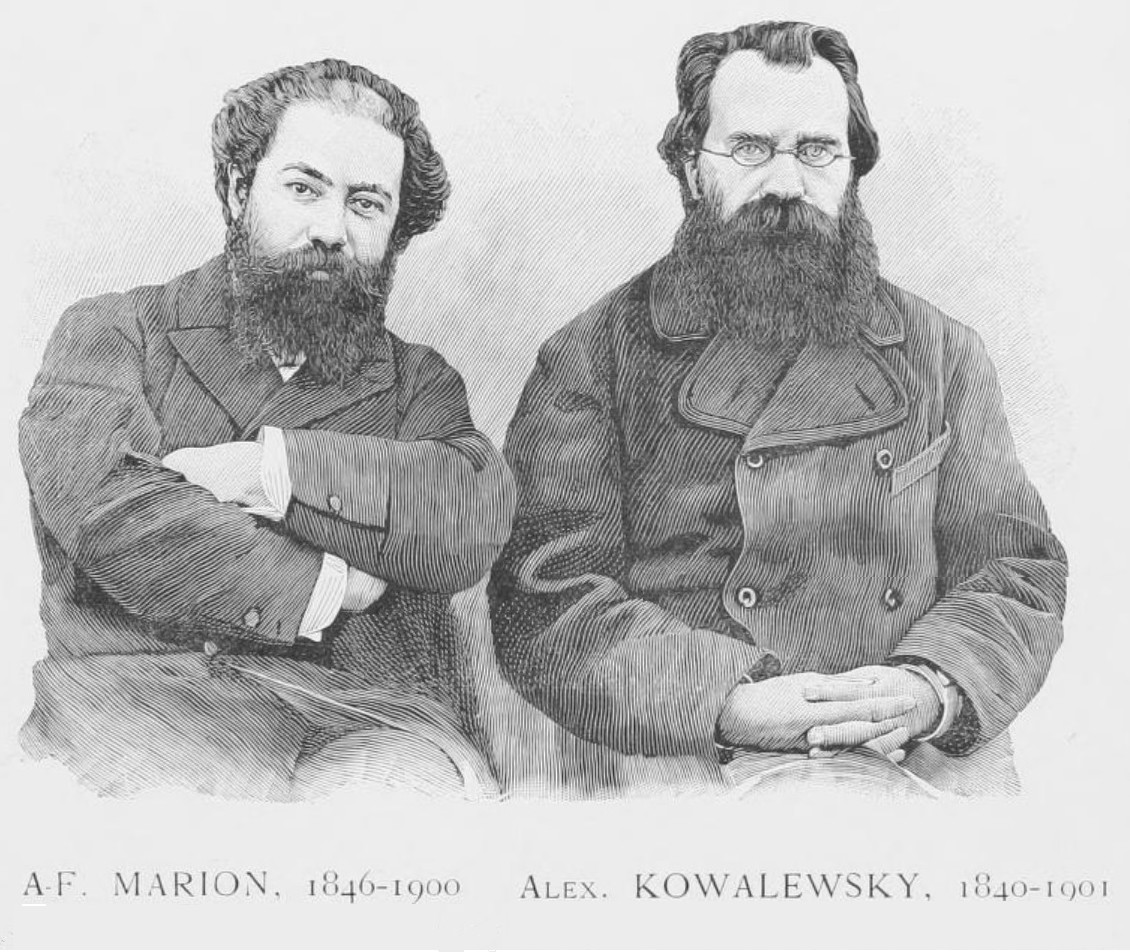
Antoine Fortuné Marion et Alexandre Kovalevski
Respectivement Fondateur et Collaborateur des Annales du Musée d'Histoire Naturelle de Marseille

## Emploi du sulfure de carbone
Les années 1870 sont marquées par une violente attaque du phylloxera vastatrix sur le vignoble provençal. Alors qu’aucun traitement n’est connu pour combattre le mal, Marion a l’idée d’employer le sulfure de carbone. Son idée est un succès. Il met au point plusieurs appareils qui permettent une utilisation adéquate du produit. Son invention permet de sauver plus de 50 000 hectares de vignes en France, mais aussi en Italie, au Portugal et dans l’est de l’Europe. Il obtient en 1881 la grande médaille de la Société nationale d’agriculture de France, tandis qu’il est nommé membre de la Commission supérieure chargée de centraliser les efforts contre l’insecte.

## L'éditorialiste
En 1882 il contribue à la création des Annales du Musée d'histoire naturelle de Marseille dont il est directeur de publication de 1883 à 1900 suivi du paléontologue Gaston Vasseur de 1901 à 1915 puis du zoologiste Albert Vayssière de 1917 à 1927.

## Fin de sa carrière
Il est élu en 1884 correspondant de l'Académie des sciences et en 1886 membre de l'Académie de Marseille..
Marion désire dans le même temps accroître la taille de son laboratoire marseillais. Après de nombreux conflits, les travaux sont achevés fin 1887 et inaugurés en 1888. Il est élu en 1887 membre correspondant de la Société de géographie de France.
Il consacre la fin de sa carrière aux applications scientifiques plutôt qu’à ses découvertes. Souffrant une grande partie de sa vie d’une affection chronique du foie, il n’est pas épargné par les épreuves et, dans ses dernières années, perd sa fille âgée de seulement 23 ans ; peu avant la mort de cette dernière, il témoigne de sa tristesse dans une lettre adressée à son ami et collègue de l'Académie de Marseille Charles Vincens.
Il s’alite en 1899 et ne s’en relèvera pas. Au début de l’année 1900, il rend son dernier souffle, à 53 ans seulement.
Il est inhumé au cimetière Saint-Pierre de Marseille.

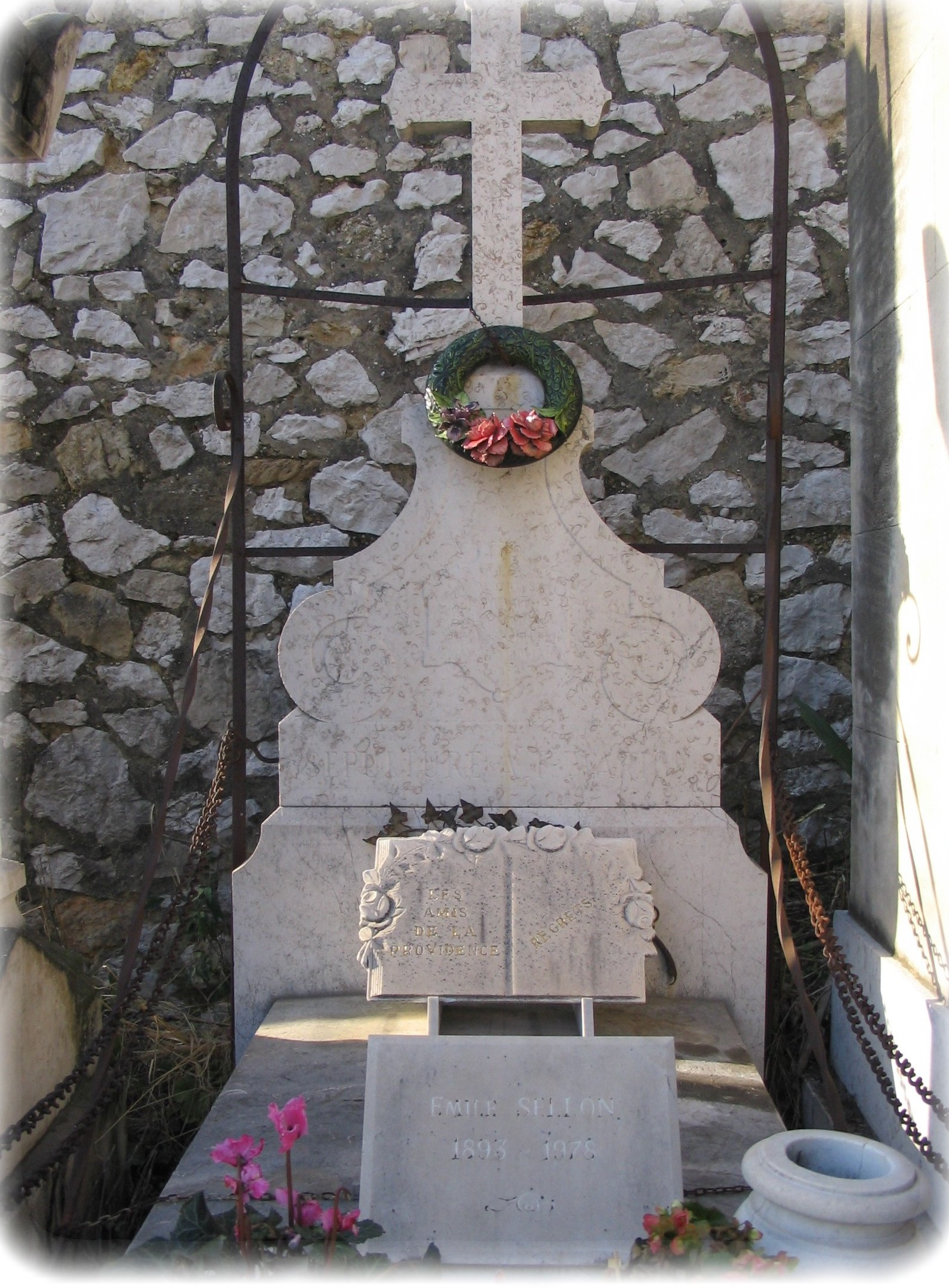
Tombe de A.F. Marion. Cimetière Saint-Pierre (Marseille)
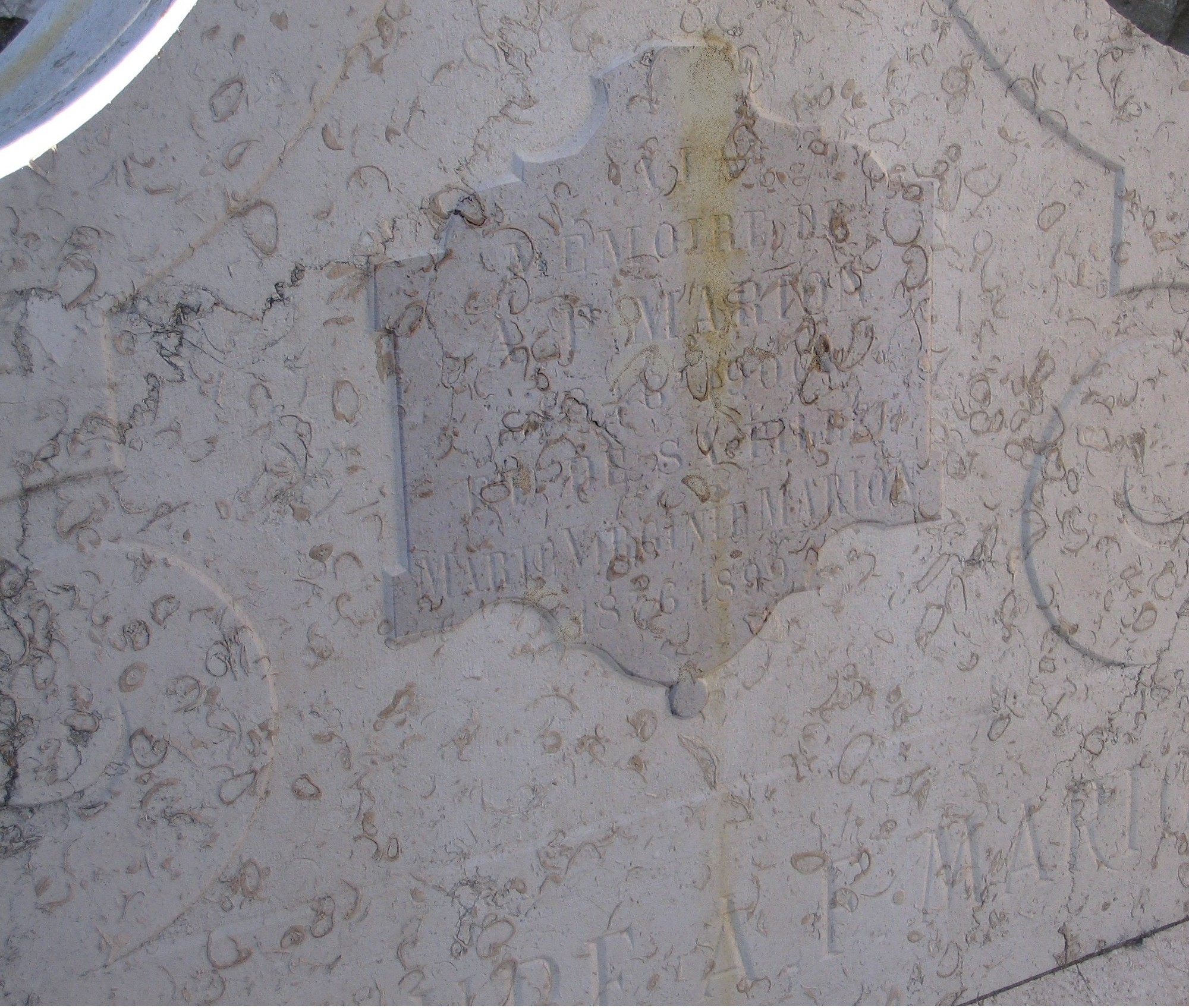
Épitaphe pierre tombale A.F. Marion A LA MÉMOIRE DE A F MARION 1846 1900 ET DE SA FILLE MARIE VIRGINIE MARION 1876 1899
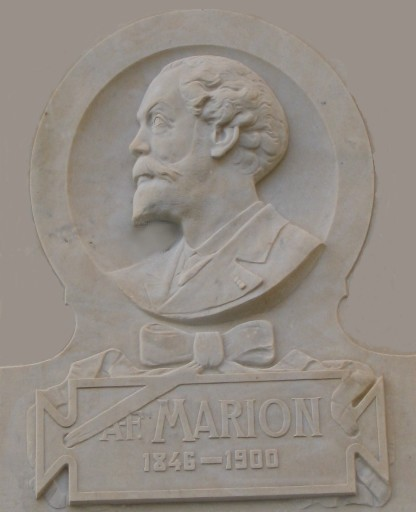
Médaillon de AF Marion sur le mur Est de la Station marine d'Endoume
Monument à Antoine Fortuné Marion. Palais Longchamp, Marseille par Constant Roux

- Épitaphe pierre tombale A.F. Marion
A LA MÉMOIRE DE
A F MARION
 1846 1900
ET DE SA FILLE
MARIE VIRGINIE MARION
 1876 1899
- Médaillon de AF Marion sur le mur Est
de la Station marine d'Endoume
- Monument à
Antoine Fortuné Marion.
 Palais Longchamp, Marseille
par Constant Roux

## Hommages
- Le ministre de l’Instruction publique donnera son nom à la Station Marine d'Endoume, quartier d’Endoume à Marseille.
- On trouve dans les jardins du Palais Longchamp, à Marseille un monument commémoratif à son nom, œuvre de Constant Roux (voir photo).
- Outre ses nombreuses récompenses scientifiques, Marion avait aussi reçu le titre de Chevalier de la Légion d’honneur par décret du 3 février 1880[7], puis de Commandeur du Christ de Portugal (1880) et de Commandeur de Sainte-Anne de Russie (1893). Cette dernière récompense lui fut accordée en raison de sa visite aux vignes phylloxérées de Crimée.

## Publications
- Premières observations sur l’ancienneté de l’homme dans les Bouches-du-Rhône, Remondet-Aubin, Aix, 1867, in-8°.
- Recherches zoologiques et anatomiques sur des Nématoïdes non parasites marins. Suivi de Propositions données par la Faculté, Paris, Masson, 1870 [lire en ligne]
- Description des plantes fossiles des calcaires marneux de Ronzon, Haute-Loire, ibid., 1873.
- « Description des plantes fossiles des calcaires marneux de Ronzon (Haute-Loire) », Annales de la Société d'agriculture, sciences, arts et commerce du Puy,‎ 1872 (lire en ligne)
- Essai sur l'état de la végétation à l'époque des marnes heersiennes de Gelinden, Bruxelles, Académie royale (impr.par Hayez), 94 [1] in Mémoires couronnés et mémoires des savants étrangers, Académie Royale des sciences, des lettres et des beaux-arts de Belgique " Tome XXXVII (37), 1873, avec Gaston de Saporta
- L’Évolution du règne végétal : les cryptogames, avec Gastion de Saporta, Paris, G. Baillière, coll. «Bibliothèque scientifique internationale», 1881 [lire en ligne]
- L’Évolution du règne végétal : les Phanérogames, avec Gaston de Saporta, Paris, Alcan, coll. «Bibliothèque scientifique internationale», 1885
  - Tome I : [lire en ligne]
  - Tome II : [lire en ligne]
- La Station zoologique d’Endoume, Ollendorff, 1897.

Ainsi que de nombreux mémoires et articles.